# Luce Feyrer
Luce Feyrer, née Lucienne Leroux le  8 septembre 1918 à Angoulême et morte le 13 mai 2009 à Brunoy, est une actrice française.

## Biographie
Blonde aux traits délicats, Luce Feyrer a débuté au cinéma en 1945 dans un film d’Edmond T. Gréville et joué dans une dizaine de longs métrages, tout en interprétant de nombreux rôles au théâtre.
Mais c’est la télévision qui la fit connaître car elle figura dans les premiers rôles de plus de 80 pièces de théâtre en direct, adaptées pour le petit écran par son mari, l’écrivain Jacques Chabannes.
Elle seconda aussi celui-ci dans son travail de producteur et présentateur d’émissions très populaires : Paris-Club et On en parle.

## Filmographie

### Cinéma
- 1945 : Dorothée cherche l'amour d'Edmond T. Gréville
- 1946 : Les Aventures de Casanova de Jean Boyer :
  - Film en 2 parties : Le Chevalier de l'aventure et  Les Mirages de l'enfer
- 1946 : Les Beaux jours du roi Murat de Théophile Pathé
- 1946 : Ploum ploum tra la la de Robert Hennion - Georgette
- 1946 : Le Testament de René Jayet - court métrage -
- 1947 : La Grande Volière de Georges Péclet
- 1947 : Le Maître de forges de Fernand Rivers
- 1948 : Piège à hommes de Jean Loubignac
- 1949 : Dernière Heure, édition spéciale de Maurice de Canonge
- 1949 : Nous avons tous fait la même chose de René Sti
- 1954 : Boum sur Paris de Maurice de Canonge

### Télévision
- 1952 : Vêtir ceux qui sont nus, de Pirandello, adaptation de Jacques Chabannes (octobre)
- 1952 : Les Deux Écoles, d'Alfred Capus
- 1953 : Madame Bovary, réalisation Claude Barma
- 1954 : Une femme libre, d'Armand Salacrou, réalisation Jean Kerchbron
- 1954 : Un homme en or, de Roger Ferdinand
- 1955 : Côte d'Azur
- 1956 : Durand Bijoutier, de Léopold Marchand
- 1958 : Hôtel des neiges de Jean Vernier
- 1959 : Le bois sacré, réalisation d'André Leroux,
- 1960 : Aventure à Alger
- 1960 : Rouge, d'Henri Duvernois, réalisation d'André Leroux, adaptation de Jacques Chabannes (27 septembre 1960)
- 1962 : Vient de paraître, d'Édouard Bourdet, réalisation d'André Pergament (9 juin 1962)
- 1962 : Les trois Henry  d'André Lang, réalisation d'Abder Isker, adaptation de Jacques Chabannes (20 novembre 1962)
- 1963 : Les choses voient de André Pergament
- 1963 : Le Valet maître, de Léopold Marchand, réalisation d'André Leroux
- 1964 : Mademoiselle Molière, de Jacques Chabannes, réalisation Jean-Paul Sassy (17 mars 1964)
- 1966 : Une femme ravie, d'après Louis Verneuil, réalisation Guy Labourasse (9 juillet 1966)

## Théâtre
- 1943 : Première Étape de Paul Géraldy, mise en scène Jean-Jacques Daubin, Studio des Champs-Élysées
- 1948 : Descendez on vous demande, de Jean de Létraz, Théâtre de la Porte Saint-Martin
- 1949 : Nous avons tous fait la même chose de Jean de Letraz, Théâtre de la Potinière
- 1949 : Le Glorieux de Philippe Néricault Destouches, Théâtre national de Chaillot (TNP) avec Jean Le Poulain
- 1950 : Le Compagnon de voyage de Jacques Chabannes, mise en scène Maurice Escande, Théâtre du Palais de la Méditerranée (Nice)
- 1951 : Halte au destin de Jacques Chabannes, mise en scène Georges Douking, Théâtre de la Potinière
- 1957 : Vous qui nous jugez de Robert Hossein, mise en scène de l'auteur, Théâtre de l'Œuvre
- 1965 : Les Précieuses ridicules de Molière, Théâtre Montparnasse
- 1967 : Monsieur et Madame Molière de Jacques Chabannes, mise en scène Marcelle Tassencourt, Théâtre de Puteaux

- Le vent qui vient de loin, Théâtre Daunou
- Une nuit chez vous Madame, de Jean de Létraz, Théâtre du Palais-Royal
- Egmont de Goethe, Grand Théâtre de Genève
- La Peine capitale, de C.-A. Puget, Grand Théâtre de Genève
- Le Bourgeois gentilhomme
- La Reine Margot
- Le Bossu, TNP
- Le Sang de Danton, TNP

- La Marche nuptiale, d'Henry Bataille, avec Pierre Dux et Jean Martinelli
- Amphitryon 38, de Jean Giraudoux, avec Jean Davy
- La Lettre, de Somerset Maugham, avec Jean Vinci
- Le Voleur, d'Henri Bernstein
- Il était une fois, de Francis de Croisset
- Candida, de George Bernard Shaw
- Jeanne, d'Henri Duvernois
- Topaze, de Marcel Pagnol
- Le Contrôleur des wagons-lits, de Tristan Bernard
- Le Train pour Venise, d'Henri Verneuil
- Le Duel de Lavedan
- Jean de la Lune, de Marcel Achard
- Vient de paraître, d'Édouard Bourdet
- La Galerie des glaces d'Henri Bernstein
- Si je voulais, de Paul Géraldy
- La Princesse Georges, d'Alexandre Dumas fils
- Pygmalion, de George Bernard Shaw
- Maison de poupées d'Henrik Ibsen
- L'École des contribuables, de Georges Courteline
- Maître Bolbec et son mari, d'Henri Verneuil
- Terre inhumaine
- Le Costaud des Épinettes
- Suzanne
- La Femme en blanc
- Colinette
- La Liberté provisoire
- La Part du feu
- Boléro
- Nous ne sommes plus des enfants
- Pour vivre heureux
- Teddy and Partner
- L'Homme qui assassina
- L'Inspecteur Grey
- Le Compagnon de voyage
- Les hommes proposent
- La Belle de mai
- Amours
- Trois, six, neuf
- La Mystérieuse Lady
- La Femme de ma vie
- L'Amant de Bornéo
- Le Bois sacré
- L'Amant de paille
- L'Admirable Crighton
- L'Amazone et l'Accordeur
- Le Roi des palaces
- La Galerie des glaces
- Troisième Chambre
- La Chasse aux corbeaux
- La Flambée
- Duo
- Amants
- Le Passé